# ذي الشرى (الملاجم)

تعديل مصدري - تعديل

ذي الشرى هي إحدى قرى عزلة ال منصور الملاجم بمديرية الملاجم التابعة لمحافظة البيضاء، بلغ تعداد سكانها 342 نسمة حسب تعداد اليمن لعام 2004.